# 1944 en Nouvelle-Écosse
Chronologie de la Nouvelle-Écosse
- 1940
- 1941
- 1942
- 1943
- 1944
- 1945
- 1946
- 1947
- 1948

Cette page concerne des événements d'actualité qui se sont produits durant l'année 1944 dans la province canadienne de la Nouvelle-Écosse.

## Politique
- Premier ministre : Alexander S. MacMillan
- Chef de l'Opposition :
- Lieutenant-gouverneur : Henry Ernest Kendall
- Législature :

## Naissances
- 4 janvier : Trevor Fahey (né à New Waterford) est un joueur professionnel de hockey sur glace canadien.
- 28 mai : Rita MacNeil, née à Big Pond en Nouvelle-Écosse et morte le 16 avril 2013 à Sydney dans la même province, est une chanteuse canadienne de country et de folk. Ses meilleurs titres sont Flying On Your Own, qui figure dans le Top 40 des charts en 1987 et Working Man, qui atteint la première place des charts au Royaume-Uni en 1990[1].
- 10 juillet : Pamela Jane Barry est une chimiste et une femme politique canadienne née à Halifax.
- 12 octobre : Joan Fraser (née à Halifax) fut nommée au Sénat canadien le 17 septembre 1998 par le Premier ministre Jean Chrétien et fait partie du caucus du Parti libéral du Canada. Journaliste de profession, madame Fraser est présidente du comité permanent du Sénat sur les transports et communications et fut membre de nombreux comités depuis qu'elle y siège.